# 장성여자중학교 (강원)
장성여자중학교(長省女子中學校)는 강원도 태백시 장성동에 있었던 공립 중학교이다.

## 학교 연혁
- 1966년 4월 12일 : 개교
- 1970년 3월 1일 : 장성여자고등학교 병설
- 1994년 9월 1일 : 장성여고 분리 이전
- 2013년 3월 1일 : 3학급 편제
- 2018년 1월 5일 : 제50회 졸업식 16명 졸업(졸업생 누계 9,568명)
- 2018년 9월 1일 : 제23대 박은경 교장 취임
- 2021년 2월 28일 : 폐교 및 태백중학교와 통합[2], 55년만에 폐업

## 참고 자료
- 장성여자중학교 - 한국교육학술정보원 학교알리미